# Retenção na fonte
Retenção na fonte é, no sistema fiscal português, o mecanismo pelo qual o Estado arrecada parcialmente os vencimentos de todos os trabalhadores por conta de outrem; não só funcionários públicos como também funcionários de empresas privadas. A sua finalidade prende-se com o pagamento mensal de uma taxa de IRS.
Trata-se de um mecanismo de substituição tributária, como prevê o artigo 20º do Decreto-Lei n.º 398/98 de 17 de Dezembro, também denominado de Lei Geral Tributária. A substituição dá-se quando, em vez de ser o trabalhador a transferir diretamente o valor para as contas do Estado, é a entidade empregadora que o faz, sem que o referido valor passe pela conta bancária do empregado. No caso da função pública, o Estado arrecada directamente o valor, enquanto nas empresas privadas estas retêm a totalidade dos valores numa conta especial e daí transferem para o Estado.
Os valores a serem cobrados pelo Estado são determinados anualmente por um documento denominado de Tabela de Retenção na Fonte, determinada pela Assembleia da República, na elaboração do Orçamento de Estado. Em Portugal existe uma tabela para o Continente, outra para a Região Autônoma da Madeira e outra para a Região Autónoma dos Açores. Nos três casos, o cálculo do valor a reter é feito consoante o vencimento arrecadado pelo trabalhador, conjugado com a sua condição física e situação familiar.